# もうええわ
「もうええわ」（英語: Mo-Eh-Wa (I'm Over It)）は、日本のシンガーソングライター・藤井風の2作目の配信限定シングル。2019年11月24日にHEHN RECORDS / ユニバーサルミュージックより発売された。

## 概要
デビューシングル「何なんw」に続く2作目となる配信限定シングル。「何なんw」リリースの6日後にリリースされた。
メジャーデビュー前に開催されたワンマンライブ「Fujii Kaze "JAZZ&PIANO" The First」では、翌年5月20日にリリースされた1stアルバム『HELP EVER HURT NEVER』収録曲「特にない」「調子のっちゃって」「帰ろう」などと共に本楽曲が披露されており、ライブが開催された2019年7月時点でこれらの楽曲は既に存在していることになる。
また、2019年11月17日にLINE CUBE SHIBUYAにて開催されたワンマンライブ「Fujii Kaze "NAN-NAN" SHOW」の予告映像に本楽曲のインスト音源が使用されている。映像は、スタッフのTwitterに投稿されている。

## 楽曲解説
デビューシングル「何なんw」同様、本楽曲にも方言が使われている。
公式YouTubeチャンネルに公開された藤井本人による楽曲解説において、本楽曲は人生における全ての重荷の放棄、人生のあらゆる執着からの解放を歌った楽曲で、COMA-CHIの「ミチバタ」といったヒップホップに影響を受けたと語っている。
また、1番の最後の歌詞〈もうええわ 自由になるわ 泣くぐらいじゃったら笑ったるわ アハハ〉には「人は身体への執着を手放した時に初めて生死のサイクルから解放される」という隠しメッセージを込めているという。ヒップホップな曲調とは対照的なスピリチュアルな歌詞となっている。

藤井がアルバム発売前に自身のYouTubeチャンネルで配信したListening Partyで語ったセルフライナーノーツ。
もしも「何なんw」がデビューシングルに出来なかったら、「もうええわ」でもええわと思えるくらい、思い入れの強いセカンドシングル。ヒップホップに影響されたサウンドに乗せて、ちょっと汚くて、暗くて、ワルい世界観を表現できた。「俗世・執着からの解放」を裏テーマに、人生におけるあらゆるネガティブなエネルギーに「もうええわ」する、自由の歌。

## もうええわ EP
『もうええわ EP』は、日本のシンガーソングライター・藤井風の2作目の配信限定EP。2020年2月21日にHEHN RECORDS / ユニバーサルミュージックより発売された。
2020年2月21日にリリースされた2作目となる配信限定EP。 また同日、本楽曲のミュージックビデオが公開された。
表題曲「もうええわ」のほか「Shape of You」「Back Stabbers」「Be Alright」ピアノアレンジカバーを含む全4曲が収録されている。これらのカバーは、2021年5月20日に配信リリースされたカバーアルバム『HELP EVER HURT COVER』に収録された。

### 収録内容
| #         | タイトル                                     | 作詞・作曲 | 時間  |
| --------- | -------------------------------------------- | --- | ----- |
| 1.        | 「もうええわ」                               | Fujii Kaze | 5:02  |
| 2.        | 「Shape of You」(エド・シーランのカバー曲)   | Ed Sheeran, Johnny McDaid, Kandi Burruss, Kevin "She'kspere" Briggs, Steve Mac, Tameka Cottle                                                | 2:25  |
| 3.        | 「Back Stabbers」(オージェイズのカバー曲)    | Leon Huff, Gene McFadden, John Whitehead | 3:08  |
| 4.        | 「Be Alright」(アリアナ・グランデのカバー曲) | Ariana Grande, Tommy Brown, Victoria Monét, Khaled Rohaim, Nicholas Audino, Lewis Hughes, Willie Tafa, Alexander Crossan, Neo Jessica Joshua | 3:05  |
| 合計時間: | 合計時間:                                    | 合計時間: | 13:40 |

## ミュージックビデオ
ミュージックビデオ公開に先駆けて、2019年11月17日にLINE CUBE SHIBUYAにて開催されたワンマンライブ「Fujii Kaze "NAN-NAN" SHOW」でのライブショート映像が2020年2月11日に公開され、2月19日には、ティザーが公開された。そして『もうええわ EP』リリース日である2月21日0時にミュージックビデオがプレミア公開された。ミュージックビデオ公開直前の23時50分には生配信が行われた。5月8日には、ミュージックビデオのメイキング映像が公開された。
監督は、藤井と同郷であるSpikey Johnが務めた。Spikeyは、2021年に「きらり」ミュージックビデオの監督も務めている。